# Agostino Steffani
Agostino Steffani (Castelfranco Veneto, República de Venècia, 25 de juliol de 1654 - Frankfurt del Main, Sacre Imperi Romanogermànic, 12 de febrer de 1728) fou un compositor italià.
Va viure des dels tretze anys a Alemanya, tret de tres anys, on va romandre a les corts de Múnic, Hannover i Düsseldorf. Steffani és un personatge curiós que va ser cantor, probablement un castrato, i després compositor operístic d'èxit a Alemanya, diplomàtic per la Santa Seu, bisbe titular, nunci apostòlic a la Cort protestant del Nord, i fins i tot espia i ordidor de matrimonis reials. La música de Steffani podria considerar-se un pont entre Monteverdi i Bach i Händel, dels quals en fou una mena d'avantsala. Duets de cambra, òperes (generalment escrites en l'estil belcanto), i obres sagrades constitueixen les seves millors contribucions a la música.

## Biografia

### Castelfranco i Pàdua (1654-1667)
Va néixer a Castelfranco, una petita ciutat fronterera dins del territori de la República de Venècia. La família, originària de Pàdua, es va establir Castelfranco el 1570. Van tenir sis o set fills, i amb el seu germà Vantura Terzago (llibretista nascut el 1648), fou l'únic supervivent.
Va ser nen cantor en diverses esglésies veïnes. D'octubre de 1664 fins a juliol de 1667 va cantar de soprano a la Basílica de Sant Antoni de Pàdua, on probablement va fer estudis musicals amb el mestre de capella, Antonio dalla Tavola, moment en què Carlo Pallavicino era un dels organistes. Durant el mateix període va cantar en altres llocs (per exemple, a Ferrara, Vicenza i Monselice), va aparèixer a Venècia en una òpera de Pallavicino (probablement Demetrio en el Teatro Moisè) durant el carnaval del 1666 (als 11 anys) i en una altra òpera veneciana a l'any següent.

### Múnic (1667-1688)

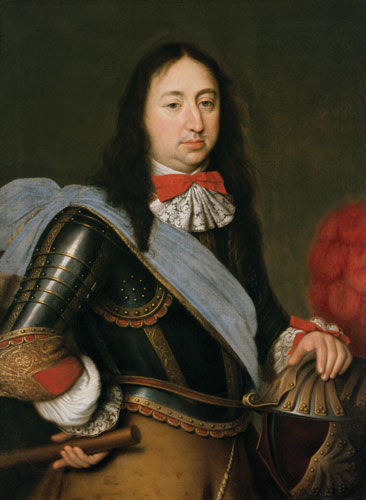
Ferran Maria de Baviera

Gràcies segurament a la seva veu, el juliol de 1667, l'elector Ferran Maria se l'emportà a Baviera per instruir-lo. A Múnic, un escrit en el tribunal de comptes de 1668 suggereix que va cantar a Li pretensioni del Sole (novembre de 1667) del mestre de capella Johann Carl Kerll, del qual també en fou deixeble i li va donar lliçons d'orgue. Kerll. que al seu torn havia sigut alumne de Giovanni Valentini a Viena i de Giacomo Carissimi, i probablement Girolamo Frescobaldi, a Roma, era un dels millors organistes i compositors del seu temps. Kerll li va ensenyar també composició i en dos anys, amb només setze anys, Agostino ja cobrava el mateix que el seu mestre, fet de demostra l'estima que li tenia la cort.
De 1672 a 1674 residí a Roma. Allà va estudiar amb Ercole Bernabei, mestre de capella de l'església de Sant Pere de Roma. Al cap de poc temps, va publicar la seva Salmodia vespertina, per a dos cors, amb 13 salms de vespres i el Magníficat (part de la qual va ser reimpresa en l'obra del músic italià Giovanni Battista Martini Saggio Fondamentale pratico di contrappunto sul canto fermo (1674). Altres obres més ambicioses compostes en aquest període, però no publicades, sobreviuen probablement en un manuscrit autògraf. A Roma també va publicar la seva cantata secular Occhi miei, lo miraste.
El 1674 torna a Múnic amb Bernabei, que ha estat nomenat mestre de capella després de la sortida de Kerll l'any anterior. L'any següent és nomenat organista de la cort i, entre altres alumnes tingué a Pietro Torri. Entre 1678 i 1679 Steffani va visitar París i Torí. A París, va tocar per al rei Lluís XIV de França, es va familiaritzar amb la música de Lully, probablement va escoltar la primera representació de Bellérophon. Mentre Steffani és fora, el 1679, mor Ferran Maria de Baviera. Des de llavors, amb el jove Maximilià Manuel II, la carrera de Steffani es desenvolupa ràpidament. El 1680 va ser ordenat sacerdot.
L'1 de gener de 1681 va ser nomenat director de música de cambra, un lloc creat especialment per a ell, i aquest mateix mes la seva primera òpera, Marco Aurelio, amb llibret del seu germà, Vantura Terzago (a Múnic des de 1677), va ser escenificada a la cort. El 1683 va ser nomenat abat de Löpsingen, una prebenda al comtat protestant d'Ottingen-Wallerstein, entre Augsburg i Nuremberg.
Steffani també va guanyar la confiança de Maximilià Manuel, quan va exercir la diplomàcia secreta per estudiar la possibilitat d'un matrimoni entre l'elector i Sofia Carlota de Hannover. Les seves negociacions (1682-1684) el van posar en contacte amb els tribunals de Hannover, Düsseldorf i Viena, i amb Ortensio Mauro, el seu futur llibretista. Steffani va compondre quatre òperes a Múnic entre 1685 i 1688, Solone, Audacia i rispetto, Prerogative d'amore i Servio Tullio que va ser escrita per a celebrar el matrimoni de l'elector amb Maria Antònia d'Àustria, una col·lecció de motets, Sacer lanus quadrifrons, i duets de cambra i cantates.

### Hannover (1688-1703)

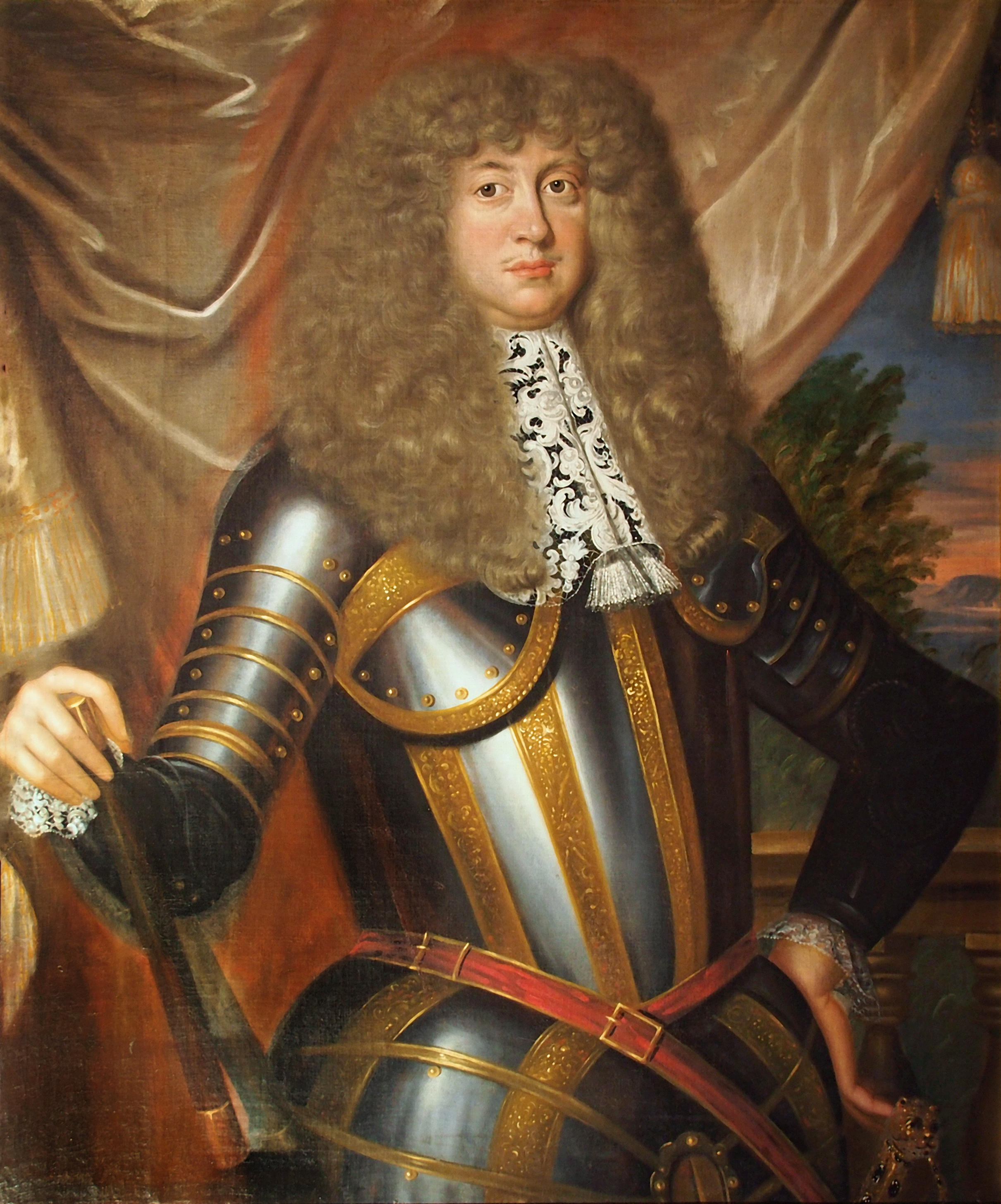
Ernest August, duc de Brunsvic-Lüneburg

L'estiu de 1688 va acceptar el nomenament de mestre de capella a la cort del duc Ernest August, duc de Brunsvic-Lüneburg i després primer elector de Hannover. La seva partida pot estar motivada per la impossibilitat d'accedir al lloc de mestre de capella, que seria ocupat per Giuseppe Antonio, el fill d'Ercole Bernabei. Steffani va passar quinze anys a la cort de Hannover, on va tenir una relació agradable amb la filla de l'elector, Sofia Carlota, dona d'una alt nivell cultural i després electora de Brandenburg i reina de Prússia, el filòsof Gottfried Leibniz, l'abat Ortensio Mauro, i molts altres personatges, i on en 1710, va demostrar gran amabilitat a Händel, que llavors començava la seva carrera.
Ernest August va erigir el 1689 un teatre d'òpera i va portar una empresa italiana. Steffani és director de cor, l'orquestra és dirigida per Jean-Baptiste Farinel o Giovanni Battista Farinelli. Per a l'obertura de la nova òpera Steffani estrena Enrico il Leone, que va ser produïda amb una esplendor extraordinària i assolint una immensa reputació. Per al mateix teatre es va compondre La Lolta d'Ercole con Achilleo el 1689, la Superbia d'Alessandro el 1690, Orlando generoso el 1691, Le Rivali Concordi el 1692, La Libertà contenta el 1693, I Trionfi del fato i Baccanali el 1695 i Briseide el 1696. El llibret de Briseide és de Palmieri. Els de la majoria, si no tots, són de l'abat Mauro. Les partitures es conserven al Palau de Buckingham, on, en companyia de cinc volums de cançons i tres de duets, formen part de la col·lecció presentada a Anglaterra per l'elector de Hannover (futur rei d'Anglaterra i Irlanda) el 1714. Però no va ser només com un músic que Steffani es va distingir en la seva nova llar.
Paral·lelament a la seva activitat musical, i més tard en perjudici d'aquesta, Steffani s'ocupà molt de la diplomàcia. L'elevació d'Ernest August a l'electorat el 1692 va donar lloc a dificultats, per a l'arranjament de les quals va ser necessari que un ambaixador visités els diferents tribunals alemanys, armat amb una quantitat considerable de diplomàcia. La mort del duc el 1697 va marcar la fi de l'empresa, que ha romàs famosa a tot Europa. De les deu òperes que es van crear vuit eren de Steffani amb llibrets d'Ortensio Mauro.
El 1698 va ser enviat com a ambaixador a Brussel·les i també va tenir un paper important en els debats que van precedir la Guerra de Successió Espanyola, on va intentar, en va, convèncer a Maximilià Manuel per donar suport a l'emperador en lloc de Louis XIV. Va retornar a Hannover el 1702.

### Düsseldorf (1703-1709)

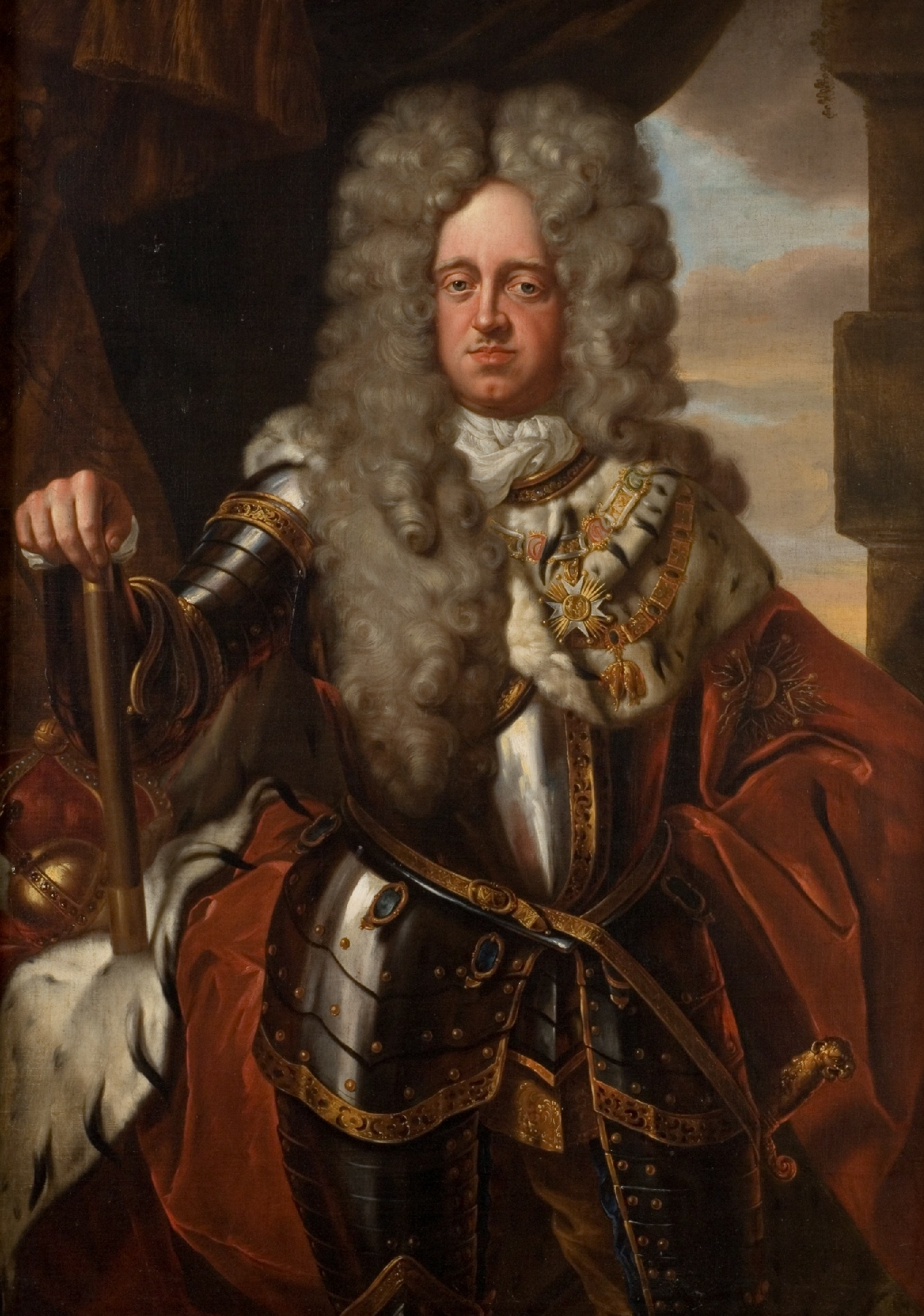
Joan Guillem del Palatinat

El mateix any de la mort d'Ernest August, el 1703, va entrar al servei al servei del príncep elector del Palatinat a Düsseldorf, Joan Guillem, on va ocupar els càrrecs de conseller privat i protonotari de la Santa Seu. Investit amb aquests alts honors, Steffani no podia seguir produint composicions dramàtiques en públic sense infracció greu de l'etiqueta. De les tres òperes realitzades a Düsseldorf i atribuïdes a Steffani, només una, Tassilone (1709) és sens dubte una nova composició. El 1709 evita enginyosament la dificultat mitjançant la presentació de dues noves òperes, Enea a Hannover i Arminio (1707) amb el nom del seu secretari Gregorio Piva, la signatura del qual s'adjunta amb les partitures que es conserven al Palau de Buckingham. En aquest període també va escriure uns quants duos de cambra.
La seva missió a Düsseldorf, on va romandre durant sis anys (1703-1709), fou principalment política. Inicialment va ser nomenat conseller privat i president del Consell Espiritual per al Palatinat i els ducats de Jülich i Berg. A finals de 1703 va ser nomenat president general del Govern del Palatinat, i des de 1703 fins a 1705 va ser el primer Rector Magnífic i després director de la Universitat de Heidelberg. A Düsseldorf va arribar al cim de la seva carrera com home d'Església quan el 1706 va ser escollit bisbe de Spigna a les Índies Occidentals espanyoles pel papa Innocenci XI.
Va ser a Roma des de novembre de 1708 fins a abril de 1709 per a intervenir en el conflicte entre el Papa i l'emperador, el Papa va mostrar el seu agraïment per l'èxit de les seves negociacions fent d'ell un prelat domèstic i assistent del tron.

### Vicari apostòlic de l'Alemanya del Nord (1709-1728)
El 1709, fou nomenat vicari apostòlic de l'Alemanya del Nord, i com ho van fer anteriors vicaris, va escollir com a seu Hannover. A part d'un breu període a Itàlia, es va mantenir allà per la resta de la seva vida. Va seguir actuant com a ministre i Gran Llimosner de l'elector Joan Guillem, un títol que tenia des de 1706. Com a Vicari Apostòlic va ser el responsable principal de la fundació i el manteniment de les missions a Brunsvic, el Palatinat i Prússia, un vast territori, també va construir noves esglésies a Brunsvic (1712) i Hannover (1718) i des de setembre de 1714 a desembre de 1718 va ser bisbe sufragani (depenent) de Münster. Se sentia frustrat constantment per l'escassetat de fons. A part de Löpsingen, hi havia tres fonts d'ingressos, un estipendi de la Sacra Congregatio de Propaganda Fide a Roma, l'abadia de Sant Stefano, a Carrara, prop de Pàdua, i un prebost de la ciutat renana de Seltz. L'estipendi era petit, però el seu agent a Pàdua era un estafador, i la majoria dels ingressos procedents de Seltz van ser capturats pels jesuïtes francesos a Estrasburg.
De setembre 1714 a desembre 1718, va ser coadjutor de Münster. Les seves dificultats es van agreujar en aquest període per la pèrdua de diverses persones que li havien donat suport material i psicològic, el duc Anton Ulrich de Brunsvic-Wolfenbüttel, l'elector Jordi Lluís de Hannover (es va traslladar a Anglaterra el 1714, per a ser rei de Gran Bretanya i d'Irlanda des de l'1 d'agost de 1714 fins a la seva mort), l'elector Joan Guillem, el filòsof Gottfried Leibniz i Franz von Arnold Wolf-Metternich, el príncep-bisbe de Münster i Paderborn. Ll'estiu de 1722 es va retirar a Pàdua, però tres anys després va cedir a la pressió de Roma i va tornar a Hannover a l'octubre. L'1 de juny de 1724 l'Acadèmia de Música Antiga a Londres el va nomenar president honorari vitalici, i en agraïment, Steffani envià a l'associació alguns motets i madrigals, Gettano i re dal soglio (31 de desembre de 1726), el motet Qui diligit Mariam (7 de juliol de 1727), possiblement Al rigor d'un bel sembiante i el seu magnífic Stabat Mater, (que va descriure com la seva última i més gran obra) per a sis veus i orquestra.
El novembre de 1725 es trobava a Frankfurt per recaptar fons mitjançant la venda de dominis. Steffani va visitar Itàlia per última vegada el 1727, any que Händel, (que sempre va recordar amb gratitud l'amabilitat que havia rebut d'ell a Hannover), es va reunir amb ell una vegada més, en el palau del cardenal Ottoboni a Roma. Aquesta va ser l'última vegada que els dos compositors es van trobar.
Va morir el 12 febrer de 1728 d'apoplexia mentre treballava en un assumpte diplomàtic a Frankfurt. Està enterrat a la catedral de St Bartholomäus.
Steffani fou un fecund compositor i té gran importància en la història de la música di camera. S'han perdut molts dels títols de les seves obres a causa del fet que les publicava moltes vegades amb altres noms, especialment el de "Piva", que era el del seu copista. Steffani es diferencia una mica dels compositors italians contemporanis (per exemple, Alessandro Scarlatti) en el seu domini de les formes instrumentals. Les seves obertures d'òpera, per exemple, mostren una notable combinació de suavitat italiana amb una concisió lògica de construcció que es deu a la influència francesa. La seva música instrumental, no obstant això, és històricament un factor important en el desenvolupament artístic de Händel. Steffani és sobretot recordat pel seu bells duets de cambra, que, com els del seu contemporani Carlo Maria Clari, són escrits principalment en forma de cantata per a dues veus, acompanyades de baix continu. El Museu Britànic posseïx més d'un centenar d'aquestes composicions, algunes de les quals van ser publicades a Múnic el 1679.

## Òperes
- Marco Aurelio (1681)
- Solone (1686)
- Audacia e risppeto (1686)
- Servio Tullio (1686)
- Alarico (1689)
- Niobe (1689)
- Henico Leone (1689)
- La lotta d'Alcide con Acheloo (1689)
- La superbia d'Alessandro (1690)
- Orlando generoso (1691)
- Le rivali concordi (1692)
- La libertá contenta (1693)
- Le glorie d'Enea (1695)
- I bacanali (1695)
- Briseide (1696)
- Amor vieu dal destino (1709)
- Arminio (1709)
- Tassilone (1709)

## Altres obres
- Psalmodia vespertina 8 plenis vocibus concinenda (1674)
- Janus quadrifons 3 vocibus vel quolibet praeter missa modulandus (1685)
- Sonate da camera a 2 violini, alto e continuo (1679)
- Duetti da camera a soprano e contralto con il basso continuo; la millor de les seves obres (1683)
- El treball didàctic, Quanta certeza habbia da suoi principii la musica (1695, traducció alemanya, 1699)